# Pterorhinus davidi
El charlatán de David (Garrulax davidi) es una especie de ave paseriforme de la familia Leiothrichidae endémica de China. Su nombre conmemora al naturalista francés Armand David.

## Distribución y hábitat
El charlatán de David se encuentra únicamente en los montes del centro y noreste de China. Su hábitat natural son las zonas de matorral y los bosques templados.